# Johan Andersson (ishockeyspelare född mars 1984)
Johan Andersson, född den 9 mars 1984 i Mariestad, Västergötland, är en svensk ishockeyspelare (forward) som säsongen 2015/2016 representerar IF Troja-Ljungby i Hockeyettan. 
Andersson har Mariestad BoIS som moderklubb. Han har spelat i såväl Division 1, Allsvenskan och Elitserien i Sverige. Andersson var med och spelade upp Växjö Lakers Hockey i elitserien 2012. Säsongen efter representerade han Växjö i högsta serien men fick inte nytt kontrakt varför han valde att flytta till Frankrike. 